# Valerie Jones
Valerie Jones, verh. Bartlett (* 7. September 1948 in Toronto), ist eine ehemalige kanadische Eiskunstläuferin, die im Einzellauf startete. 
Jones wurde 1965 und 1966 kanadische Vizemeisterin hinter Petra Burka und 1967 schließlich kanadische Meisterin. Im gleichen Zeitraum nahm sie an Weltmeisterschaften teil. Bei ihrem Debüt 1965 belegte sie den siebten Platz. 1966 und 1967 wurde sie jeweils Vierte. 
Von 1972 bis 1989 war Jones als Trainerin für den Toronto Cricket, Skating and Curling Club tätig. Sie engagierte sich auch in der Trainerausbildung. Von 1979 bis 1999 leitete sie das Eislaufprogramm am Seneca College in Toronto. Von 1997 bis 2002 war sie technische Direktorin der Western Ontario Section. 2005/2006 war sie technische Direktorin des Eislaufvereins in der Stadt Oakville, Ontario, wo sie zu diesem Zeitpunkt seit fast 25 Jahren lebte. Sie war als Referentin beim International Development Program der Internationalen Eislaufunion tätig und hielt Seminare für Trainer, Schiedsrichter und Techniker.

## Ergebnisse
| Wettbewerb / Jahr          | 1965 | 1966 | 1967 |
| -------------------------- | ---- | ---- | ---- |
| Weltmeisterschaften        | 7.   | 4.   | 4.   |
| Kanadische Meisterschaften | 2.   | 2.   | 1.   |